# Société centrale d'agriculture de Seine-Maritime
La société centrale d'agriculture de Seine-Maritime est une association professionnelle agricole dont la mission est de promouvoir le développement de l'agriculture et de l'élevage dans le département de la Seine-Maritime et de mettre en valeur son patrimoine agricole. Son siège social est situé à la Chambre d'agriculture de Seine-Maritime à Bois-Guillaume (Seine-Maritime). 

## Historique
Elle fut fondée en 1761 sous le nom de « Société royale d'agriculture de la généralité de Rouen » et reconnue d'utilité publique en 1876. Elle est à l'origine de nombreux comices agricoles et pomologiques. Elle a notamment créé le premier concours beurrier de France à Forges-les-Eaux en 1906 ainsi que la Société des courses de Rouen toujours active de nos jours. 
La SCA dispose d'un important patrimoine historique (plus de 4 000 ouvrages) dont elle poursuit la mise en valeur avec le concours de l'Université de Rouen-Normandie.

## Anciens membres
- Jean-Baptiste Curmer
- Adrien Charles Deshommets de Martainville
- Édouard Fortier
- Ignace Casimir Goube
- Auguste Houzeau
- Adrien Guérard de La Quesnerie
- Pierre Le Souef
- Gaston Veyssière